# Antonio Martorell Sastre
Antonio Martorell Sastre (Inca, 8 de diciembre de 1978) es un deportista español que compitió en natación adaptada. Ganó una medalla de bronce en los Juegos Paralímpicos de Atlanta 1996 en la prueba de 4 × 100 m libre (clase S7-10).

## Palmarés internacional
| Juegos Paralímpicos | Juegos Paralímpicos      | Juegos Paralímpicos | Juegos Paralímpicos   |
| Año                 | Lugar                    | Medalla             | Prueba                |
| ------------------- | ------------------------ | ------------------- | --------------------- |
| 1996                | Atlanta (Estados Unidos) | Medalla de bronce   | 4 × 100 m libre S7-10 |